# Ludwik Dutkowski

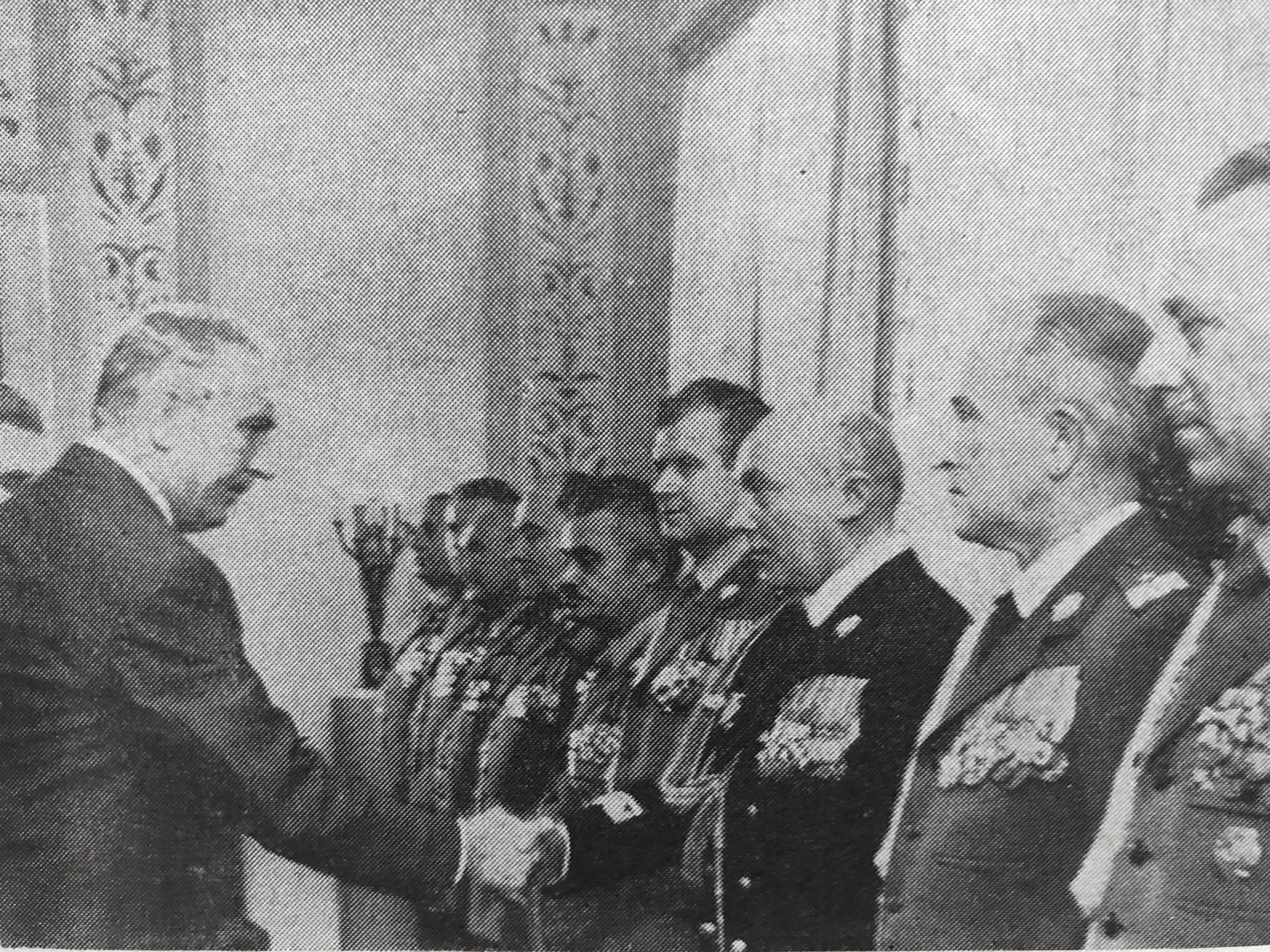
I sekretarz KC PZPR Edward Gierek składa Ludwikowi Dutkowskiemu gratulacje z okazji awansu na stopień kontradmirała, Warszawa, październik 1975

Ludwik Dutkowski (ur. 11 października 1927, zm. 27 kwietnia 2015) – wiceadmirał, oficer polityczny Wojska Polskiego (ludowego), zastępca dowódcy Marynarki Wojennej ds. politycznych (1973-1986) oraz I zastępca szefa Głównego Zarządu Politycznego Wojska Polskiego (1986-1989)

## Życiorys
Ludwik Dutkowski urodził się 11 października 1927 w Aleksandrowie Łódzkim. Wychowywał się w trudnych warunkach bytowych, bez matki, która zmarła w 1929 roku. Do września 1939 ukończył 5 klas szkoły podstawowej. W okresie okupacji, w latach 1941-1942 podjął pracę w Zakładzie Dziewiarskim prowadzonym przez Niemca w Aleksandrowie. W 1943 przeniesiony został do filii zakładów BMW w Łodzi, gdzie pracował do sierpnia 1944. Po ewakuacji zakładu z Łodzi do Eisenach został wywieziony do obozu pracy w tym mieście. Wraz z innymi robotnikami został skierowany do budowy schronów w górach dla ludności Eisenach. Praca polegała na drążeniu sztolni i pakamer, gdzie chronić się miała ludność podczas nalotów. Po wyzwoleniu obozu przez Amerykanów w maju 1945 powrócił do Aleksandrowa, gdzie w 1948 uzyskał tzw. małą maturę. 
W październiku 1948 został powołany do służby wojskowej w Marynarce Wojennej. Przeszkolenie rekruckie odbył w Kadrze Marynarki Wojennej w Ustce. 
Pierwsze stanowisko służbowe – starszego pisarza objął w Komendzie Portu Wojennego Gdynia. Tam też ukończył kurs specjalistów morskich oraz uzyskał maturę w wieczorowej Państwowej Szkole Pracy Społecznej w Gdyni. W 1950 awansował na stopień mata i został dowódcą drużyny. W 1951 ukończył Oficerską Szkołę Polityczną w Łodzi i został promowany do stopnia podporucznika. Po promocji oficerskiej wyznaczono go wykładowcą przedmiotów społeczno-politycznych w Oficerskiej Szkole Marynarki Wojennej w Gdyni. W 1952 ukończył kurs aktywu propagandowego przy Komitecie Centralnym PZPR w Warszawie i został instruktorem, a w 1956 starszym lektorem w Zarządzie Politycznym Dowództwa Marynarki Wojennej w Gdyni. W latach 1952–1956 studiował w Akademii Wojskowo-Politycznej im. Feliksa Dzierżyńskiego w Warszawie. W 1962 roku ukończył studia pedagogiczne na Uniwersytecie Warszawskim uzyskując tytuł magistra. Od 1962 do 1972 był szefem Oddziału Propagandy - zastępcą szefa Zarządu Politycznego Marynarki Wojennej, po czym w latach 1972-1973 zajmował stanowisko zastępcy szefa Zarządu Organizacyjnego w Głównym Zarządzie Politycznym Wojska Polskiego w Warszawie. 
W latach 1957–1970 prowadził zajęcia jako wykładowca z przedmiotów społeczno-politycznych (nauka o wojnie i wojsku) w Akademii Medycznej w Gdańsku oraz na Politechnice Gdańskiej. W 1972 ukończył trzymiesięczny kurs pracowników aparatu partyjnego w Wyższej Szkole Partyjnej KC KPZR w Moskwie. W listopadzie 1973 objął stanowisko szefa Zarządu Politycznego – zastępcy dowódcy Marynarki Wojennej ds. politycznych. Na tym stanowisku był przez 13 lat zastępcą admirała Ludwika Janczyszyna. W październiku 1975 na mocy uchwały Rady Państwa PRL został awansowany do stopnia kontradmirała. Nominację wręczył mu 10 października 1975 w Belwederze I sekretarz KC PZPR Edward Gierek. 
W 1978 ukończył Kurs Operacyjny dla Kierowniczej Kadry Sił Morskich Państw - Stron Układu Warszawskiego w Akademii Marynarki Wojennej ZSRR w Leningradzie, a w 1983 Wyższy Kurs Akademicki w Wojskowej Akademii Sztabu Generalnego Sił Zbrojnych ZSRR im. K. Woroszyłowa w Moskwie.  Od lutego 1986 do grudnia 1989 był I zastępcą szefa Głównego Zarządu Politycznego Wojska Polskiego, gen. broni Tadeusza Szaciły. W październiku 1987 na mocy uchwały Rady Państwa PRL został awansowany do stopnia wiceadmirała.
W grudniu 1989 nastąpiła zmiana kierownictwa Głównego Zarządu Politycznego WP. W obecności ministra obrony narodowej gen. armii Floriana Siwickiego oraz nowego szefa Głównego Zarządu Wychowawczego WP wiceadmirała Piotra Kołodziejczyka Dutkowski został wyznaczony na attache wojskowego przy Ambasadzie PRL w Bułgarii. Od stycznia do kwietnia 1990 przebywał na szkoleniu w Zarządzie II Sztabu Generalnego WP. Po rozmowie kadrowej z ministrem obrony narodowej został jednak zwolniony z zawodowej służby wojskowej. W maju 1990 został pożegnany przez gen. armii Floriana Siwickiego i przeniesiony w stan spoczynku z dniem 15 listopada 1990.
Od 1948 członek ZMP, a od 1950 PZPR. Był  II sekretarzem Komitetu Partyjnego PZPR Marynarki Wojennej. W latach 70. był członkiem Plenum Komitetu Wojewódzkiego PZPR w Gdańsku, a w styczniu 1982 został dokooptowany do Egzekutywy KW PZPR w Gdańsku jako przedstawiciel Marynarki Wojennej zgodnie z instrukcją kierowania partią w warunkach ogłoszenia stanu zagrożenia bezpieczeństwa państwa. Delegat na VII (1975), VIII (1980) i X (1986) Zjazd PZPR. W latach 1986–1990 członek Prezydium Centralnej Komisji Kontrolno-Rewizyjnej PZPR. Od 1974 członek Zarządu Głównego, a od 1983 członek Krajowej Rady Towarzystwa Przyjaźni Polsko-Radzieckiej. Był także członkiem Komisji Morskiej PRON (1982-1989), przewodniczącym Komisji ds. Oficerów Rezerwy Ligi Obrony Kaju (1986-1989), członkiem Komitetu Rady Ministrów ds. Młodzieży (od 1986) oraz członkiem Komisji ds. Ochrony Środowiska Rady Państwa PRL (1987-1989). W 1989 wchodził w skład Obywatelskiego Komitetu ds. Rewaloryzacji Grobu Nieznanego Żołnierza w Warszawie, któremu przewodniczył gen. bryg. pil. Stanisław Skalski.
Autor licznych artykułów publikowanych m.in. w "Przeglądzie Morskim", tygodniku Marynarki Wojennej Bandera oraz w "Rocznikach Ośrodka Nauk Społecznych i Wojskowych Marynarki Wojennej". 
Pochowany na cmentarzu Witomińskim w Gdyni (kwatera 50-10-1a).

## Awanse
W trakcie wieloletniej służby w ludowym Wojsku Polskim otrzymywał awanse na kolejne stopnie wojskowe:
- mat – 1950
- podporucznik – 1951
- porucznik – 1952
- kapitan – 1956
- komandor podporucznik – 1960
- komandor porucznik – 1963
- komandor – 1968
- kontradmirał – 1975
- wiceadmirał - 1987

## Wykształcenie
- Centrum Szkolenia Specjalistów Morskich w Ustce (1948)
- Oficerska Szkoła Polityczna w Łodzi (1951)
- Akademia Wojskowo-Polityczna im. Feliksa Dzierżyńskiego w Warszawie (1956)
- Wydział Pedagogiki Uniwersytetu Warszawskiego (1962)
- kurs pracowników aparatu partyjnego w Wyższej Szkole Partyjnej KC KPZR w Moskwie (ZSRR, 1972)
- Kurs Operacyjny dla Kierowniczej Kadry Sił Morskich Państw - Stron Układu Warszawskiego w Akademii Marynarki Wojennej ZSRR w Leningradzie (1978)
- Wyższy Kurs Akademicki w Wojskowej Akademii Sztabu Generalnego Sił Zbrojnych ZSRR im. K. Woroszyłowa w Moskwie (1983)

## Życie prywatne
Był synem Kazimierza i Heleny z Podębskich (zmarła w 1929). Mieszkał w Gdyni. Żonaty, żona Zofia Dutkowska (1929-2009) była pedagogiem. Małżeństwo miało syna. Do 1990 na skutek zniekształcenia odpisu aktu urodzenia, posługiwał się nazwiskiem Dutkowski, podczas gdy jego poprawna wersja to Dudkowski.

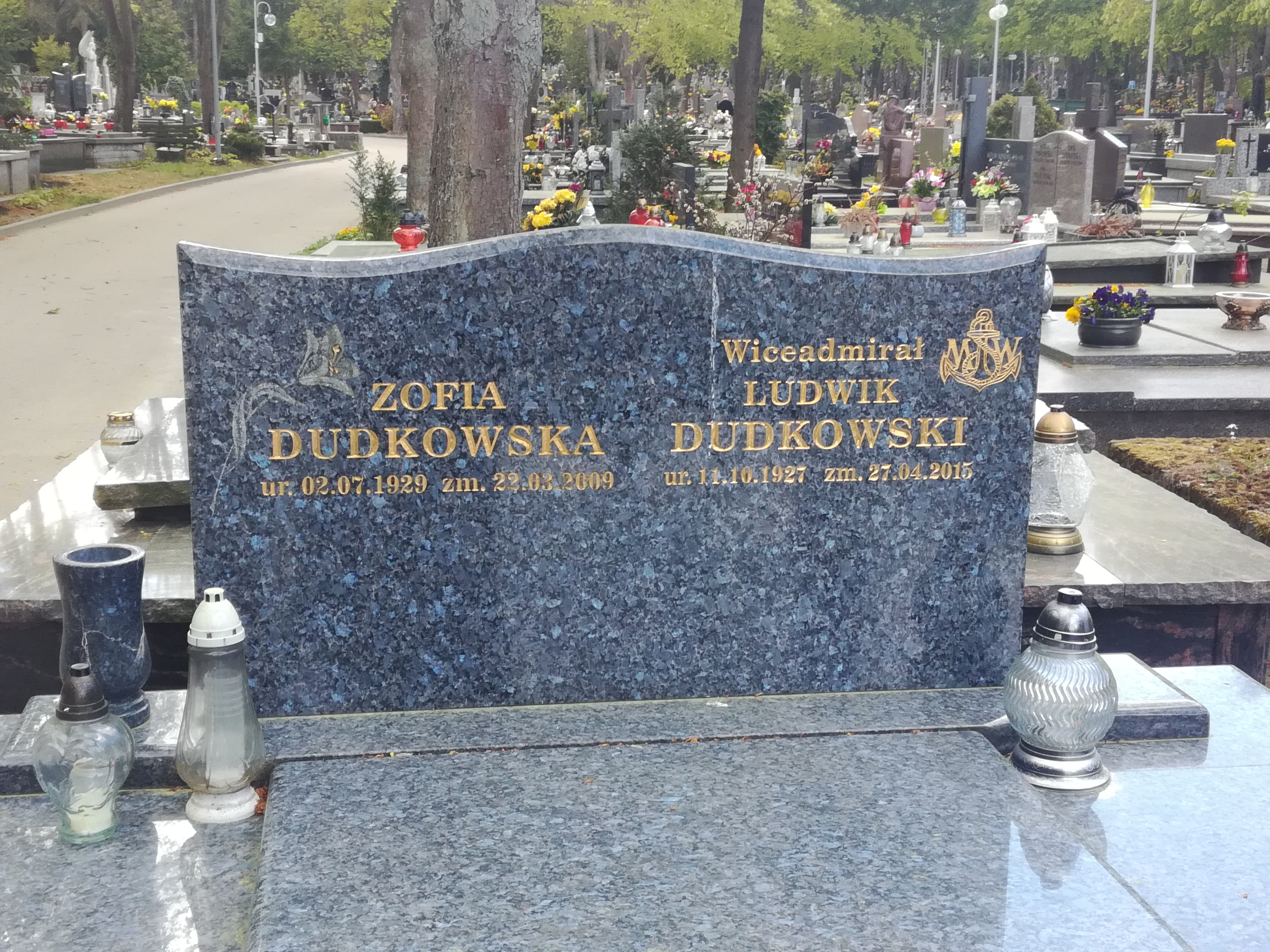
Grób wiceadmirała Ludwika Dutkowskiego na cmentarzu Witomińskim

## Ordery, odznaczenia i wyróżnienia (lista niepełna)
- Krzyż Oficerski Orderu Odrodzenia Polski (Polonia Restituta)
- Krzyż Kawalerski Orderu Odrodzenia Polski (Polonia Restituta)
- Order Sztandaru Pracy I klasy (1988)
- Order Sztandaru Pracy II klasy
- Złoty Krzyż Zasługi
- Medal 30-lecia Polski Ludowej (1974)
- Medal 40-lecia Polski Ludowej (1984)
- Złoty Medal „Siły Zbrojne w Służbie Ojczyzny” (1971)
- Srebrny Medal Siły Zbrojne w Służbie Ojczyzny
- Brązowy Medal Siły Zbrojne w Służbie Ojczyzny
- Złoty Medal „Za zasługi dla obronności kraju” (1975)
- Srebrny Medal „Za zasługi dla obronności kraju”
- Brązowy Medal „Za zasługi dla obronności kraju”
- Medal Komisji Edukacji Narodowej (1977)[7]
- Złoty Medal „Za Zasługi w Umacnianiu Przyjaźni PRL-ZSRR” (1987, TPPR)[8]
- Złote odznaczenie im. Janka Krasickiego
- Złoty Medal „Opiekun Miejsc Pamięci Narodowej” (1989)[9]
- Odznaka „Zasłużony Działacz SZMW”
- Medal „Za umacnianie braterstwa broni” (ZSRR)
- Medal jubileuszowy „60 lat Sił Zbrojnych ZSRR” (1979)
- Medal jubileuszowy „70 lat Sił Zbrojnych ZSRR” (1988)
- Medal 30-lecia Sił Zbrojnych Kuby (Kuba, 1987)
- Pamiątkowy medal miasta Sanoka (1987)[10]
- Wyróżnienie wpisem do „Honorowej Księgi Czynów Żołnierskich” (1984)
- inne odznaczenia resortowe, organizacyjne, regionalne i zagraniczne